# Livatis brevifrons
Livatis brevifrons är en insektsart som beskrevs av Jacobi 1928. Livatis brevifrons ingår i släktet Livatis och familjen sporrstritar. Inga underarter finns listade i Catalogue of Life.